# Голубая дыра (Красное море)
Голубая дыра (араб. الثقب الأزرق‎ от англ. Blue Hole) — подводная вертикальная пещера неподалёку от Дахаба в Египте.
Она представляет собой окружённый коралловыми рифами карстовый провал глубиной около 130 метров. С глубины 52-55 метров пещеру с морем соединяет проход. Нависающие над проходом кораллы образовали подобие арки, отсюда и пошло название Арка.
Голубая дыра популярна среди опытных технических дайверов. Удобный заход в воду, отсутствие волнения на поверхности и течений под водой. В центре Голубой дыры глубина порядка 80 метров, далее по склону 100 метров и на выходе из-под Арки — 135 метров.

## Маршрут погружения
Традиционный маршрут для дайверов-любителей состоит из погружения через Bells (200 м севернее Голубой дыры), перемещения вдоль стенки рифа и вхождения в Голубую дыру через верхний перешеек, называемый Седло Арки (на глубине 6-7 метров). Пройдя через Голубую дыру по хорде или вдоль стенки, можно выбраться из воды. Таким образом, знакомство с пещерой не требует погружений глубже 20-30 метров.

## Безопасность
Дурную славу Голубой дыре создали дайверы, выполнявшие погружения в этом месте, не обладая достаточной квалификацией и без соответствующего снаряжения. Обманчивая простота прохождения Арки с одним баллоном с рекреационным снаряжением часто приводит к печальному финалу. Причина тому — азотный наркоз и истощение запаса воздуха при всплытии. В память о погибших в Голубой дыре дайверах на берегу создан мемориал. Однако из-за большого количества таких дайверов перестали ставить «таблички» с именами погибших, так как это отпугивает туристов.

## Фридайверы
Среди преодолевших Арку в режиме фридайвинга на одном вдохе ныряльщиков: Уильям Трубридж (Новая Зеландия) — без вспомогательных средств (ласты, монофин, грузы), Герберт Ницш (Австрия), Бивин (ЮАР), Наталья Молчанова и её сын Алексей, Евгений Сычёв, Юрий Шматко (Россия), Александр Бубенчиков (Украина), Наталья Жаркова (Украина), Константин Новиков (Россия). 
В 2005 году Наталья Молчанова, имеющая неофициальное звание «королева фридайвинга» стала первой женщиной в мире, совершившей проход арки на одном вдохе. Погружение длилось 5-6 минут. 
27 октября 2016 года Наталия Жаркова стала первой украинкой и второй женщиной в мире, пронырнувшей арку в подводной, вертикальной пещере «Голубая дыра» на одном вдохе. Глубина погружения составила 56 метров и около 30 метров спортсменка преодолела по горизонтали.

## Инфраструктура на берегу
На берегу имеется значительное пространство для парковки автомобилей и автобусов. Есть несколько кафе и магазинов с сувенирами, а также туалеты при кафе. Практически все кафе и гостиные мансарды в несколько этажей принадлежат бедуинам, отчасти кочевому племенному населению пустыни Египта. Также есть обзорные площадки.

## В культуре
- В фильме «Один вдох» рассказывающей историю Натальи Молчановой, героиня фильма преодолевает Голубую дыру чтобы собрать средства на установление мирового рекорда.